# Leptoperilissus maroccanus
Leptoperilissus maroccanus là một loài tò vò trong họ Ichneumonidae.